# Bugui
El bugui és una de les llengües austronèsies parlades a Indonèsia per uns 4 milions de persones. No es conserven escrits primerencs, només transcripcions a partir de l'Edat Moderna en l'alfabet lontara. Actualment se sol escriure emprant l'alfabet llatí, per l'alt grau d'aculturació dels seus parlants.
El bugui és una llengua que té un sistema d'alineament de split. Això vol dir que, en alguns tipus d'oracions, utilitza un sistema ergatiu/absolutiu, mentre que en altres oracions, el sistema és nominatiu/acusatiu. El sistema ergatiu/absolutiu l'utilitza amb oracions amb orde verb-objecte-subjecte, mentre que el nominatiu/acusatiu existeix en oracions amb orde subjecte-verb-objecte. A més, les oracions amb pronoms enclítics utilitzen totes el sistema ergatiu/absolutiu.
El bugui utilitza reduplicacions com a diminutiu (manu, 'gallina'; manu-manu, 'pardal'). La immensa majoria de paraules són planes.

## Distribució geogràfica
La majoria dels parlants nadius (al voltant de 3 milions) es concentren al sud de Sulawesi, Indonèsia, però hi ha petits grups de parlants bugui a l'illa de Java, Samarinda i a l'est de Sumatra, a l'est de Sabah i a la península de Malaca, Malàisia i el sud de les Filipines. Aquesta diàspora Bugis és el resultat de la migració des del segle xvii que va ser impulsada principalment per situacions de guerra contínua. (La colonització directa holandesa va començar a principis de segle xx.)

## Fonologia
|                |                | Labial | Labial | Dental | Dental | Palatal | Palatal | Velar | Velar | Glotal | Glotal |
| -------------- | -------------- | ------ | ------ | ------ | ------ | ------- | ------- | ----- | ----- | ------ | ------ |
| Nasal          | Sonora         | [m]    | ᨆ      | [n]    | ᨊ      | [ɲ]     | ᨎ       | [ŋ]   | ᨂ     |        |        |
| Prenasalitzada | Prenasalitzada | [mp]   | ᨇ      | [nr]   | ᨋ      | [ɲc]    | ᨏ       | [ŋk]  | ᨃ     |        |        |
| Oclusiva       | Sonora         | [b]    | ᨅ      | [d]    | ᨉ      | [ɟ]     | ᨍ       | [g]   | ᨁ     |        |        |
| Oclusiva       | Sorda          | [p]    | ᨄ      | [t]    | ᨈ      | [c]     | ᨌ       | [k]   | ᨀ     | [ʔ]    | *      |
| Fricativa      | Fricativa      |        |        | [s]    | ᨔ      |         |         |       |       | [h]    | ᨖ      |
| Vibrant        | Vibrant        |        |        | [r]    | ᨑ      |         |         |       |       |        |        |
| Aproximant     | Aproximant     | [w]    | ᨓ      | [l]    | ᨒ      | [j]     | ᨐ       |       |       |        |        |

* /ʔ/ es pronuncia però no s'escriu.